# Bangar (La Union)
Bangar è una municipalità di terza classe delle Filippine, situata nella Provincia di La Union, nella Regione di Ilocos.
Bangar è formata da 33 baranggay:
- Agdeppa
- Alzate
- Bangaoilan East
- Bangaoilan West
- Barraca
- Cadapli
- Caggao
- Central East No. 1 (Pob.)
- Central East No. 2 (Pob.)
- Central West No. 1 (Pob.)
- Central West No. 2 (Pob.)
- Central West No. 3 (Pob.)
- Consuegra
- General Prim East
- General Prim West
- General Terrero
- Luzong Norte

- Luzong Sur
- Maria Cristina East
- Maria Cristina West
- Mindoro
- Nagsabaran
- Paratong Norte
- Paratong No. 3
- Paratong No. 4
- Quintarong
- Reyna Regente
- Rissing
- San Blas
- San Cristobal
- Sinapangan Norte
- Sinapangan Sur
- Ubbog